# 1999年上議院法令
《1999年上議院法令》（第34號）（英語：House of Lords Act 1999；c. 34），是一條於1999年11月11日御准的英國國會法令。該法令對上議院作出改革。在法令生效前多個世紀，上議院擁有幾百名世襲貴族議員，法令解除了有關議員的職務。但是，作為妥協，法令允許92名世襲貴族暫時留任。另外十名世襲貴族則獲封終身貴族而得以留在上議院。
該法令使上議院議員數目從1999年10月的1,330名下降至2000年3月的669名。此外，由於《1958年終身貴族法令》（Life Peerages Act 1958）使終身貴族數目大幅增加，使終身貴族在法令生效後成為上議院的多數。

## 背景
在16世紀之前，上議院為英國國會兩院中權力較大的一院。一系列包括英國內戰等事件使英格蘭的政治控制權從君主轉移到上議院，再轉移到下議院。而下議院財力的擴大亦使其可以負擔得起兩場內戰的支出、罷黜兩名君主，以至削弱上議院的權力。在《1999年上議院法令》生效前，上議院已因《1911年和1949年國會法令》被禠奪阻擋、否決大部份法案的權力，而只能拖延法案一年。而且，下議院亦有對財政法案的絕對權力。

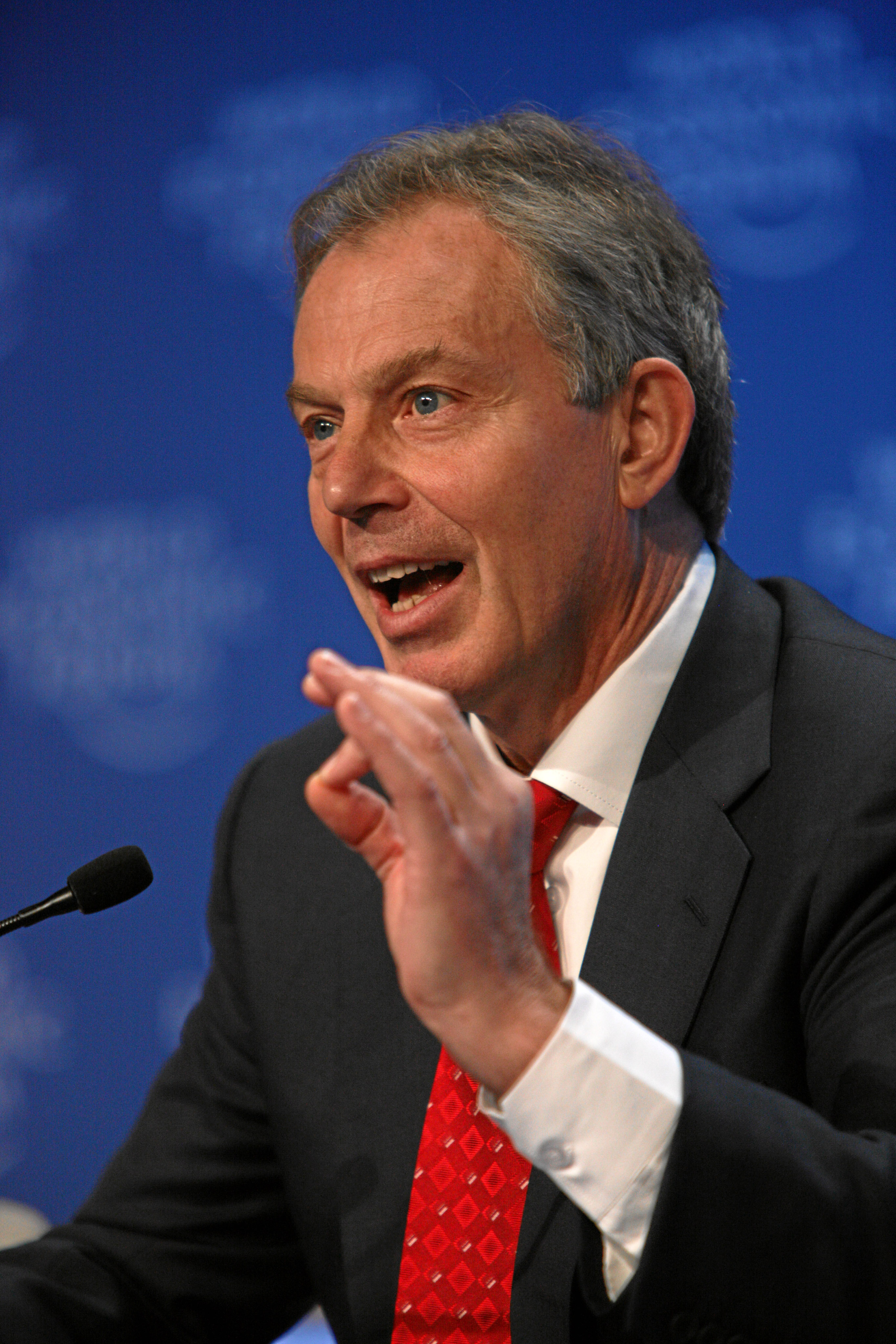
英國首相貝理雅（1997年－2007年）

經歷保守黨18年執政後，由貝理雅領導的工黨在1997年大選中取得壓倒性勝利，亦是保守黨自1832年大選以來最大挫敗。多年來，工黨在競選政綱一直要求廢除上議院﹐但在1992年起這政綱逐漸變為提倡上議院的改革。
在20世紀，自由黨和工黨政府提出的多項法案都被自1890年代起被保守黨控制的上議院否決，導致立法議程被延誤，在大選前夕提出的法案甚至會被移出立法議程。貝理雅拜相首年，上議院曾駁回政府法案38次。其中《歐洲議會選舉法案》（European Elections Bill）被否決五次使貝理雅認為保守黨利用世襲貴族以「挫敗」和「推翻民選下議院的意志」，他因此決定履行工黨的競選承諾去改革上議院。
1998年11月24日，在國會開幕大典上，女王伊利沙伯二世在御座致辭中表示工黨政府將推動上議院改革。

## 審議過程
部份上議院議員威脅工黨政府若然廢除世襲貴族在上議院的表決權，會阻撓其他政府法案。其中昂斯洛伯爵（Earl of Onslow）表示將會就《蘇格蘭法案》的每一項條文作出點名表決。聖布多的蘭德爾勳爵（Lord Randall of St Budeaux）表示應以禠奪世襲貴族的貴族身份以使他們喪失上議院的議席。帕丁頓的傑伊女男爵（Baroness Jay of Paddington）則表示，根據梳士巴利慣例，上議院不能阻擋議案。

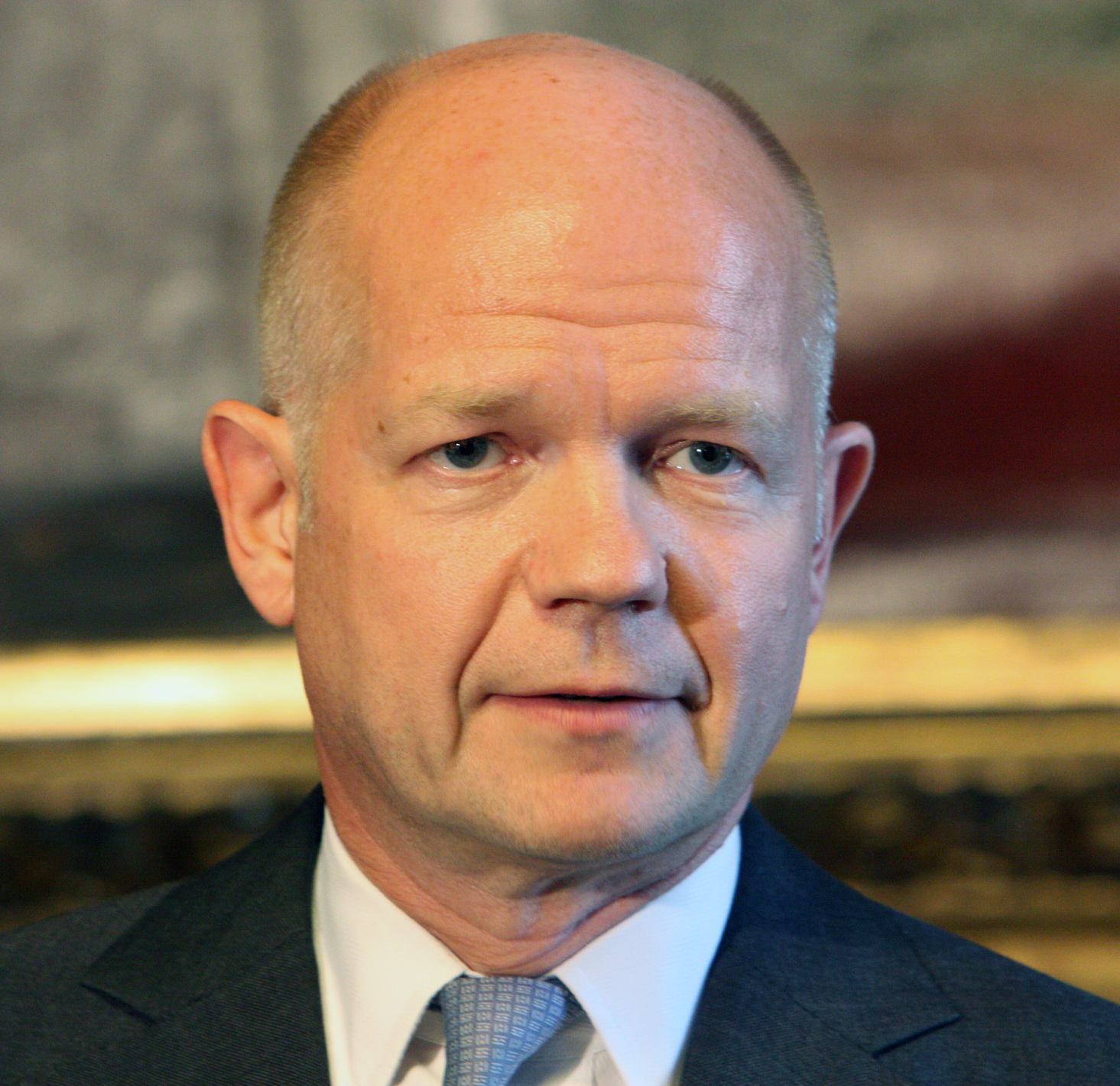
反對黨領袖夏偉林（1997年－2001年）

為說服部份上議院議員支持法案，貝理雅表示作為妥協方案，將會允許一定數量的世襲貴族暫時留任。1998年12月2日，保守黨籍反對黨領袖夏偉林在下議院抨擊貝理雅的改革。他認為貝理雅的改革反映其缺乏原則，並指他打算將上議院變成「親信院」（House of Cronies）。夏偉林亦指保守黨不會同意「基於沒有綜合計劃和原則」的憲政改革。貝理雅其後表示保守黨的上議院議員支持其改革，並且表示他已與上議院保守黨黨團領袖克蘭伯恩子爵（Viscount Cranborne）達成秘密協議。夏偉林因而免去克蘭伯恩子爵的職務，部份保守黨前座上議院議員亦辭職以示抗議。

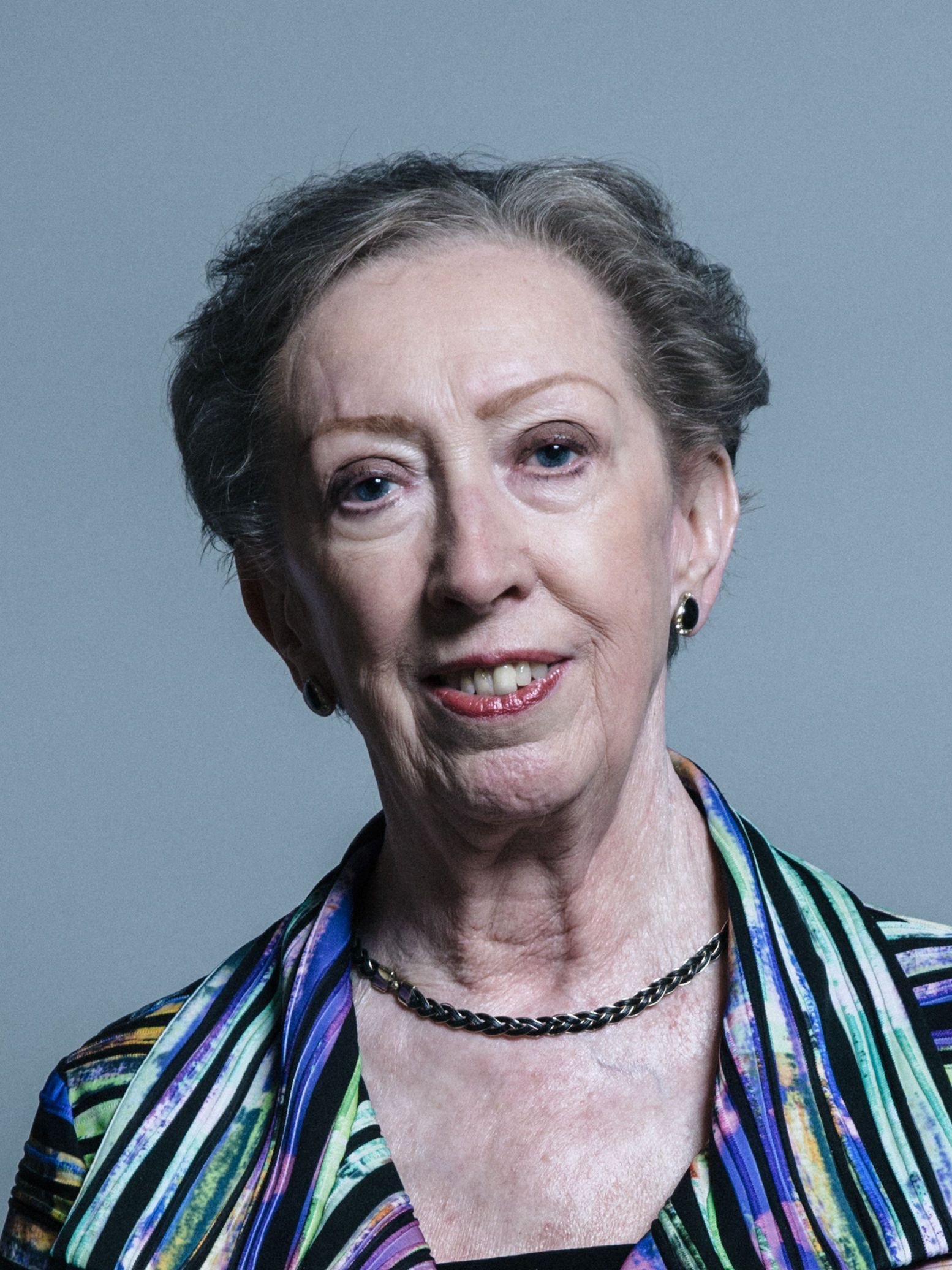
下議院領袖貝嘉晴（1998年－2001年）

1999年1月19日，時任下議院領袖貝嘉晴向下議院提交法案。下議院以340票贊成，132票反對通過法案。法案在第二天轉交上議院審議，其中一個最顯著的上議院修正案由前下議院議長韋瑟里爾勳爵（Lord Weatherill）提出，該修訂案建基於貝理雅和克蘭伯恩子爵的協議，允許92名世襲貴族留任上議院議員。法案引起的技術問題在上議院引發爭議。其中一個議題在於法案第一至第七條所用的語言。特維斯登的梅休勳爵（Lord Mayhew of Twysden）認為法案一旦通過「無法確定後果，亦會使大部份世襲貴族的上議院席位變得具不確定性」。
另一項議題則與使英格蘭和蘇格蘭統一為大不列顛王國的《1707年聯合法令》有關。根據該法令，蘇格蘭貴族享有16個上議院議席。《1963年貴族法令》（Peerage Act 1963）通過後，所有蘇格蘭貴族均為上議院議員。法案則有可能會禠奪蘇格蘭貴族的上議院議員資格，因而違反有關條文。政府則表示條文亦設想了對上議院議員遴選形式的轉變，而上議院蘇格蘭代表的遴選並非剛性條款，故可修改。而政府亦表示在國會至上原則下，其意志會促成有關條文的改變。因此，即使剛性條款亦可藉著國會的權威而作出修訂。委員會在1999年10月20日表示法案在這方面合法。
委員會的第一份和第二份報告獲考慮之後，上議院以221票同意，81票不同意通過法案。在議決期間，伯福德伯爵（Earl of Burford）就法案帶來的憲政影響在上議院議事堂內抗議，因而被逐出議事堂。在上議院解決兩院版本之間的爭議後，法案在1999年11月11日獲御准，法案亦在同一天生效。

## 內容
根據法令，任何人均不能憑世襲貴族身份而成為上議院議員，而法令則允許92名世襲貴族根據上議院議事規則留任。當一名世襲貴族席位懸空，有關議席將以補選形式產生。法令亦規定除非有關世襲貴族為上議院議員，否則將享有下議院的選舉權和被選權。首位因法令而獲選為下議院議員的世襲貴族為約翰·瑟索（John Thurso）。

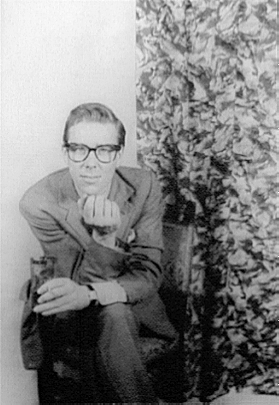
第一代斯諾登伯爵安東尼·阿姆斯特朗-瓊斯在1999年獲封為終身貴族

法案阻止首代世襲貴族自動獲得上議院議員的席位，但政府決定封全部三名在世的首代非王族世襲貴族為終身貴族，而首代王族世襲貴族亦獲封為終身貴族，但愛丁堡公爵菲臘親王、康和公爵和羅撒西公爵查理斯王子、約克公爵安德魯王子和威塞克斯伯爵愛德華王子都拒絕接受，只有斯諾登伯爵接受。

### 首次世襲貴族選舉
在法令獲得御准之前，上議院就根據法令第二條留任世襲貴族的選舉方法制訂議事規則。
選出在上議院任職的世襲貴族的選舉在1999年10月27日至28日舉行，而選出政黨世襲貴族的選舉則在11月3日至4日舉行，並分別在10月29日和11月5日公佈結果。

### 隨後的補選
自2002年11月起，空缺開始以補選形式產生。補選以排序複選制補選出議員，由世襲貴族根據候選人的優先順序排序選出。一個世襲貴族需要取得一半或以上的票數方可勝出。如沒有人取得過半票數，得到最少優先票數的候選人會被淘汰，其票數會轉移至第二優先候選人，直至其中一個候選人取得過半數票數為止。

## 1999年後的上議院改革

### 2009年以前工黨廢除世襲貴族的嘗試
工黨政府曾打算作出第二階段的上議院改革，廢除上議院的世襲貴族議席。據《衛報》報道，工黨政府曾在1997年至2009年間多次打算對上議院作出進一步的改革。2007年1月1日，在下議院的建議下，一本名為《上議院：改革》（The House of Lords: Reform）的建議書出版。2009年，工黨提出《憲政改革及管治法案》（Constitutional Reform and Governance Bill），打算廢除世襲貴族議席出缺後的補選，從而透過世襲貴族議席的減少而正式廢除相關議席。

### 2012年聯合政府上議院民選及減半法案
2010年保守黨和自由民主黨（自民黨）組成聯合政府後，政府提出《2012年上議院改革法案》（House of Lords Reform Bill 2012），擴大上議院的民選成份並將上議院議席減半，從而達致五分之四的上議院議員民選。副首相兼自民黨黨魁紀理歷帶頭推動改革。民選的上議院議員任期為15年，且不能連任。而上議院的議席亦會減半，由826席降至450席。民選議席每五年改選三分之一。其餘90名議員中，12名來自英國國教會的主教，其餘則為終身貴族，而世襲貴族的議席則會被廢除。政府本打算在2013年春季通過法案，並在2015年推行，但該法案在2012年7月因91名保守黨下議院議員反對法案的立法時間表而受阻。政府最終在2012年8月將法案擱置。

### 2016年廢除世襲貴族法案
2016年，工黨上議院議員格羅科特勳爵（Lord Grocott）提案廢除世襲貴族議席空缺後的補選。該法案在議決過程中受到保守黨議員特雷加恩勳爵（Lord Trefgarne）冗長辯論的影響。